# Julio Salinas
Julio Salinas Fernández, né le 11 septembre 1962 à Bilbao, est un footballeur international espagnol évoluant au poste d'attaquant, reconverti ensuite en tant que consultant pour une chaîne de télévision.
Julio Salinas commence le football dans les rangs de l'Athletic Bilbao où il passe professionnel. Au cours de ses 18 années de carrière professionnelle, il évolue dans différents clubs espagnols et joue durant deux ans au Japon. Il fait partie de la « Dream Team », le surnom attribué à l'équipe du FC Barcelone dirigée par Johan Cruyff. C'est au sein du club catalan que Salinas remporte les principaux trophées de sa carrière, notamment la Coupe des Coupes 1989, la Coupe des clubs champions européens 1992 ou quatre titres de champion d'Espagne consécutifs entre 1991 et 1994. Régulièrement sélectionné en équipe d'Espagne au cours de sa carrière, il accumule 56 sélections pour 22 buts et dispute trois phases finales de Coupe du monde.
Le frère de Julio Salinas, Patxi Salinas, a également été footballeur professionnel et international espagnol.

## Biographie

### Carrière de joueur

#### En club
Julio Salinas, natif de Bilbao, rejoint l'académie de l'Athletic Bilbao à l'âge de 11 ans. Il franchit les différentes catégories d'âge pour intégrer la réserve qu'est le Bilbao Athletic avec qui il dispute son premier match de Segunda División B en janvier 1981. Le 3 octobre 1982, il joue cette fois pour la première fois avec l'équipe première en Primera División en entrant en jeu lors d'un déplacement sur le terrain du Real Saragosse. En 1983-1984, il évolue principalement en équipe réserve tout en disputant quelques matches avec l'équipe première. Il est ainsi meilleur buteur de la Segunda División lors de cette saison, reçoit pour cela le trophée Pichichi et contribue à la deuxième place de son équipe dans ce championnat. Le 26 mars 1983, il inscrit son premier but en Primera División lors d'une victoire à domicile 4-0 contre le Celta de Vigo,. Avec Bilbao, Salinas est finaliste de la Supercoupe d'Espagne en 1983, remporte le championnat d'Espagne en 1983 et 1984. Il ne dispute pas la finale de la Coupe d'Espagne gagnée par Bilbao en 1984 et gagne d'office la Supercoupe d'Espagne, Bilbao ayant réalisé le double coupe-championnat. Il dispute et perd la finale de la Coupe d'Espagne en 1985 face à l'Atlético Madrid (2-1) et il est l'auteur du but de Bilbao à la 75e minute.
Le président de Bilbao Pedro Aurtenetxe souhaite garder Salinas. Pour raisons financières, il quitte cependant le club basque et joue ensuite à l'Atlético Madrid entre 1986 et 1988. Auteur de 36 buts en deux saisons toutes compétitions confondues, il dispute la finale de la Coupe d'Espagne en 1987. Face à la Real Sociedad, Salinas entre en jeu à la 56e minute et effectue un centre décisif pour l'égalisation madrilène 2-2 à la 74e minute. La Real Sociedad s'impose 4-2 aux tirs au but.
Julio Salinas est recruté en 1988 par le FC Barcelone. Le club est alors en pleine restructuration sportive et Johan Cruyff, ancien joueur vedette du club catalan dans les années 1970, vient d'être nommé entraîneur. Salinas, dont le recrutement n'est pas consensuel au sein du club, est voulu par Cruyff en opposition avec les dirigeants et notamment le président Josep Lluís Núñez. Il fait alors partie d'un recrutement tourné vers les joueurs basques, jugés par Cruyff à cette époque-là « plus vaillants » que les joueurs catalans. Salinas s'engage initialement pour quatre ans avec un salaire estimé de 45 millions de pesetas par an, contre 25 à l'Atlético Madrid. Pour sa première saison avec le club catalan, Salinas est vice-champion d'Espagne où il inscrit 20 buts, son meilleur total sur une saison de première division. Il remporte également sa première coupe d'Europe, la Coupe des Coupes. Il ouvre le score dès les premières minutes du match dans cette rencontre gagnée 2-0 face à la Sampdoria de Gênes. L'année suivante, il est finaliste de la Supercoupe de l'UEFA 1989 puis gagne la Coupe d'Espagne. Face au rival du Real Madrid en finale, Barcelone s'impose 2-0, Salinas inscrivant le deuxième but à la 90e minute.
À partir de 1990, Salinas cohabite en attaque avec Hristo Stoitchkov puis avec Stoitchkov et Romário à partir de 1993. Son temps de jeu va progressivement diminuer au fil des saisons, au point de ne plus disputer que 7 rencontres de championnat en 1993-1994. Au sein de cette équipe, surnommée la « Dream Team », il enrichit son palmarès de plusieurs titres. Il est ainsi quatre fois champion d'Espagne consécutivement entre 1991 et 1994, gagnant de la Supercoupe d'Espagne en 1991 et 1992. Au niveau européen, Salinas gagne la Coupe des clubs champions européens en 1992 puis la Supercoupe de l'UEFA la même année.
En fin de contrat et n'étant plus dans les plans de Cruyff, Salinas est alors sollicité par deux clubs, le Deportivo La Corogne et l'Espanyol de Barcelone. Salinas signe finalement un contrat d'un an avec le club galicien. Il inscrit 12 buts en championnat et termine vice-champion. La Corogne remporte également la Coupe d'Espagne, le premier trophée de l'histoire du club. Salinas est remplaçant lors de la finale et n'entre pas en jeu.
Il rejoint ensuite le Real Sporting de Gijón en 1995, le montant de son salaire est estimé à 75 millions de pesetas par an. Cette fois, Salinas n'est plus dans un club qui dispute le haut du classement de Liga mais vise son maintien dans l'élite du football espagnol. Il contribue à atteindre cet objectif en inscrivant 18 buts en championnat lors de sa première saison au club puis six la saison suivante. Il quitte toutefois le club en milieu de saison, l'entraîneur Benito Floro souhaitant utiliser d'autres joueurs.
Salinas quitte alors l'Espagne et s'engage avec le club japonais du Yokohama Marinos. Il y retrouve son ancien coéquipier à Barcelone Jon Andoni Goikoetxea. Après deux saisons au Japon, Salinas revient en Espagne et signe au Deportivo Alavés. Il dispute son dernier match en professionnel le 19 mai 2000 au stade San Mamés face à l'Athletic Bilbao. Salinas inscrit un but mais ne peut empêcher la défaite de son équipe 2-1. Cette défaite ôte l'occasion pour Alavés de se qualifier pour la Ligue des champions mais valide la qualification pour la Coupe UEFA. Au moment d'arrêter sa carrière, il est alors le meilleur buteur en activité de la première division espagnole.

#### En sélection
La première convocation en équipe nationale de Julio Salinas a lieu en vue du match du 22 janvier 1986 contre l'URSS. Titulaire lors de la rencontre, il inscrit son premier but en sélection en ouvrant le score à la 24e minute d'une partie remportée par l'Espagne 2-0.
Salinas participe à plusieurs compétitions internationales au cours de sa carrière. Miguel Muñoz le sélectionne ainsi pour la Coupe du monde 1986 et l'Euro 1988, Luis Suárez fait de même pour la Coupe du monde 1990. Absent durant deux saisons de la sélection, la nomination de Javier Clemente en 1992 lui permet de la réintégrer, Clemente s'appuie sur les joueurs issus du FC Barcelone et considère Salinas comme étant incontournable y compris quand il n'est plus titulaire au Barça puis au Deportivo La Corogne,. Présent lors de la Coupe du monde 1994, il atteint avec sa sélection les quarts-de-finale où l'Espagne est opposée à l'Italie. Remplaçant au coup d'envoi, il entre à l'heure de jeu à la place de Sergi alors que les deux équipes sont à un but partout. À quelques minutes de la fin, il a l'occasion de donner l'avantage à l'Espagne lors d'un duel face au gardien italien Gianluca Pagliuca mais il échoue dans sa tentative. Roberto Baggio offre la qualification à l'Italie à la 88e minute. Cet échec marque la carrière de Salinas,,. Clemente le sélectionne également pour l'Euro 1996. C'est lors de cette compétition que Salinas joue son dernier match avec la Roja. Il se déroule le 22 juin 1996 contre l'Angleterre à Wembley en quart de finale et se solde par une qualification anglaise aux tirs au but. Ses 56 sélections en équipe nationale se soldent par 29 victoires, 17 matchs nuls, dix défaites et vingt-deux buts inscrits.

### Après-carrière et en dehors du football
Alors qu'il est joueur du FC Barcelone, Julio Salinas participe en 1993 à une émission de télévision diffusée sur une chaîne catalane, suscitant la colère de Johan Cruyff qui menace de le sortir de l'équipe s'il continue cette émission. Une fois sa carrière terminée, il devient consultant football pour la RTVE puis La Sexta. Il écrit également dans les colonnes d'El Mundo Deportivo. Il participe également à d'autres émissions de télévisions espagnoles.

## Style
Évoluant principalement comme avant-centre mais étant aussi utilisé comme ailier, notamment par Johan Cruyff, sa grande taille (1,88 m) lui permet d'être recherché par ses coéquipiers pour son jeu de tête. Son jeu au pied n'est pas son point fort et lui vaut des critiques, notamment lors de son recrutement au FC Barcelone. Il se distingue par son opportunisme dans le jeu et sa capacité à marquer des buts quand il entre en jeu en cours de rencontre, au point de retenir le record de buts inscrits pour un remplaçant dans la Liga. Son irrégularité devant le but est une de ses caractéristiques, il est capable de réussir à marquer un but dans des conditions difficiles tout en ratant des occasions évidentes, faisant de lui un joueur controversé,,.

## Palmarès
Avec le Bilbao Athletic, Julio Salinas est en 1982-1983 lauréat du titre de champion de Segunda División B. Avec l'Athletic Bilbao, il est la même année champion d'Espagne. Finaliste de la Supercoupe d'Espagne en 1983, il est également à nouveau champion d'Espagne en 1984. Ne disputant pas la finale de la Coupe d'Espagne en 1984 remportée par son club, le doublé coupe/championnat assure d'office à Salinas le gain de la Supercoupe d'Espagne 1984. Il est ensuite finaliste de la Coupe d'Espagne en 1985.
Au sein de l'Atlético Madrid, il est finaliste de la Coupe d'Espagne 1987.
Son passage au FC Barcelone lui permet de remporter de nouveaux titres nationaux mais également des compétitions européennes. Pour sa première saison, il est tout d'abord finaliste de la Supercoupe d'Espagne 1988 puis gagne la Coupe des Coupes 1989. Finaliste de la Supercoupe de l'UEFA 1989, il est ensuite lauréat de la Coupe d'Espagne 1990. La saison 1990-1991 le voit être finaliste de la Supercoupe d'Espagne puis remporter le championnat d'Espagne. Remportant la Supercoupe d'Espagne 1991, il est à nouveau gagnant du titre national en 1991-1992. Au niveau européen, il s'impose cette saison-là lors de la Coupe des clubs champions européens. En 1992-1993, son palmarès s'enrichit de la Supercoupe de l'UEFA, de la Supercoupe d'Espagne et d'un troisième titre de champion d'Espagne. Sa dernière saison avec Barcelone lui permet de remporter un quatrième titre consécutif de champion d'Espagne.
Il est présent sur la feuille de match de la finale de la Coupe d'Espagne 1995 que perd le Deportivo La Corogne. Il n'entre pas en jeu lors de la rencontre.

## Distinctions personnelles
Salinas est lauréat du trophée Pichichi de la Segunda División en 1983-1984.

## Statistiques
Le tableau ci-dessous résume les statistiques en match officiel de Julio Salinas durant sa carrière de joueur professionnel,.
| Saison                | Club                  | Championnat           | Championnat | Championnat | Coupe nationale | Coupe nationale | Coupe de la Ligue | Coupe de la Ligue | Supercoupe | Supercoupe | Compétition(s) continentale(s) | Compétition(s) continentale(s) | Compétition(s) continentale(s) | Supercoupe UEFA | Supercoupe UEFA | Espagne | Espagne | Total | Total |
| Saison                | Club                  | Division              | M.          | B.          | M.              | B.              | M.                | B.                | M.         | B.         | Comp.                          | M.                             | B.                             | M.              | B.              | M.      | B.      | M.    | B.    |
| 1980-1981             | Bilbao Athletic       | Segunda División B    | 2           | 0           | -               | -               | -                 | -                 | -          | -          | -                              | -                              | -                              | -               | -               | -       | -       | 2     | 0     |
| 1981-1982             | Bilbao Athletic       | Segunda División B    | 36          | 15          | 3               | 2               | -                 | -                 | -          | -          | -                              | -                              | -                              | -               | -               | -       | -       | 39    | 17    |
| 1982-1983             | Bilbao Athletic       | Segunda División B    | 26          | 21          | -               | -               | -                 | -                 | -          | -          | -                              | -                              | -                              | -               | -               | -       | -       | 26    | 21    |
| 1982-1983             | Athletic Bilbao       | Primera División      | 7           | 1           | 6               | 3               | 4                 | 0                 | -          | -          | -                              | -                              | -                              | -               | -               | -       | -       | 17    | 4     |
| 1983-1984             | Bilbao Athletic       | Segunda División      | 30          | 23          | -               | -               | -                 | -                 | -          | -          | -                              | -                              | -                              | -               | -               | -       | -       | 30    | 23    |
| 1983-1984             | Athletic Bilbao       | Primera División      | 6           | 0           | 2               | 2               | 2                 | 1                 | 1          | 0          | -                              | -                              | -                              | -               | -               | -       | -       | 11    | 3     |
| 1984-1985             | Athletic Bilbao       | Primera División      | 28          | 8           | 11              | 4               | 1                 | 0                 | -          | -          | C1                             | 1                              | 1                              | -               | -               | -       | -       | 41    | 13    |
| 1985-1986             | Athletic Bilbao       | Primera División      | 27          | 4           | 6               | 2               | -                 | -                 | -          | -          | C3                             | 3                              | 3                              | -               | -               | 8       | 4       | 44    | 13    |
| 1986-1987             | Atlético Madrid       | Primera División      | 38          | 15          | 6               | 2               | -                 | -                 | -          | -          | C3                             | 3                              | 1                              | -               | -               | 3       | 1       | 50    | 19    |
| 1987-1988             | Atlético Madrid       | Primera División      | 37          | 16          | 5               | 2               | -                 | -                 | -          | -          | -                              | -                              | -                              | -               | -               | 6       | 1       | 48    | 19    |
| 1988-1989             | FC Barcelone          | Primera División      | 37          | 20          | 6               | 4               | -                 | -                 | 2          | 0          | C2                             | 7                              | 2                              | -               | -               | 4       | 0       | 56    | 26    |
| 1989-1990             | FC Barcelone          | Primera División      | 34          | 15          | 7               | 2               | -                 | -                 | -          | -          | C2                             | 4                              | 1                              | 2               | 0               | 8       | 2       | 55    | 20    |
| 1990-1991             | FC Barcelone          | Primera División      | 33          | 11          | 4               | 4               | -                 | -                 | 2          | 0          | C2                             | 8                              | 1                              | -               | -               | -       | -       | 47    | 16    |
| 1991-1992             | FC Barcelone          | Primera División      | 17          | 7           | 2               | 0               | -                 | -                 | 2          | 0          | C1                             | 7                              | 2                              | -               | -               | -       | -       | 28    | 9     |
| 1992-1993             | FC Barcelone          | Primera División      | 18          | 5           | 5               | 5               | -                 | -                 | 1          | 1          | C1                             | 3                              | 0                              | 2               | 1               | 5       | 2       | 34    | 14    |
| 1993-1994             | FC Barcelone          | Primera División      | 7           | 2           | 4               | 2               | -                 | -                 | -          | -          | C1                             | 2                              | 0                              | -               | -               | 13      | 9       | 26    | 13    |
| 1994-1995             | Deportivo La Corogne  | Primera División      | 24          | 12          | 4               | 4               | -                 | -                 | -          | -          | C3                             | 4                              | 0                              | -               | -               | 7       | 3       | 39    | 19    |
| 1995-1996             | Sporting Gijón        | Primera División      | 38          | 18          | 4               | 4               | -                 | -                 | -          | -          | -                              | -                              | -                              | -               | -               | 2       | 0       | 44    | 22    |
| 1996-1997             | Sporting Gijón        | Primera División      | 16          | 6           | 2               | 0               | -                 | -                 | -          | -          | -                              | -                              | -                              | -               | -               | -       | -       | 18    | 6     |
| 1997                  | Yokohama Marinos      | J.League              | 26          | 21          | 2               | 2               | 5                 | 3                 | -          | -          | -                              | -                              | -                              | -               | -               | -       | -       | 33    | 26    |
| 1998                  | Yokohama Marinos      | J.League              | 21          | 13          | -               | -               | 3                 | 1                 | -          | -          | -                              | -                              | -                              | -               | -               | -       | -       | 24    | 14    |
| 1998-1999             | Deportivo Alavés      | Primera División      | 22          | 4           | -               | -               | -                 | -                 | -          | -          | -                              | -                              | -                              | -               | -               | -       | -       | 22    | 4     |
| 1999-2000             | Deportivo Alavés      | Primera División      | 28          | 8           | 2               | 0               | -                 | -                 | -          | -          | -                              | -                              | -                              | -               | -               | -       | -       | 30    | 8     |
| Total sur la carrière | Total sur la carrière | Total sur la carrière | 558         | 245         | 81              | 44              | 15                | 5                 | 8          | 1          | -                              | 42                             | 11                             | 4               | 1               | 56      | 22      | 764   | 329   |

## Vie personnelle
Le frère cadet de Julio Salinas, Patxi Salinas, a également été footballeur professionnel et international espagnol. Contrairement à son frère, il occupe le poste de défenseur.